# Memorial Tournament

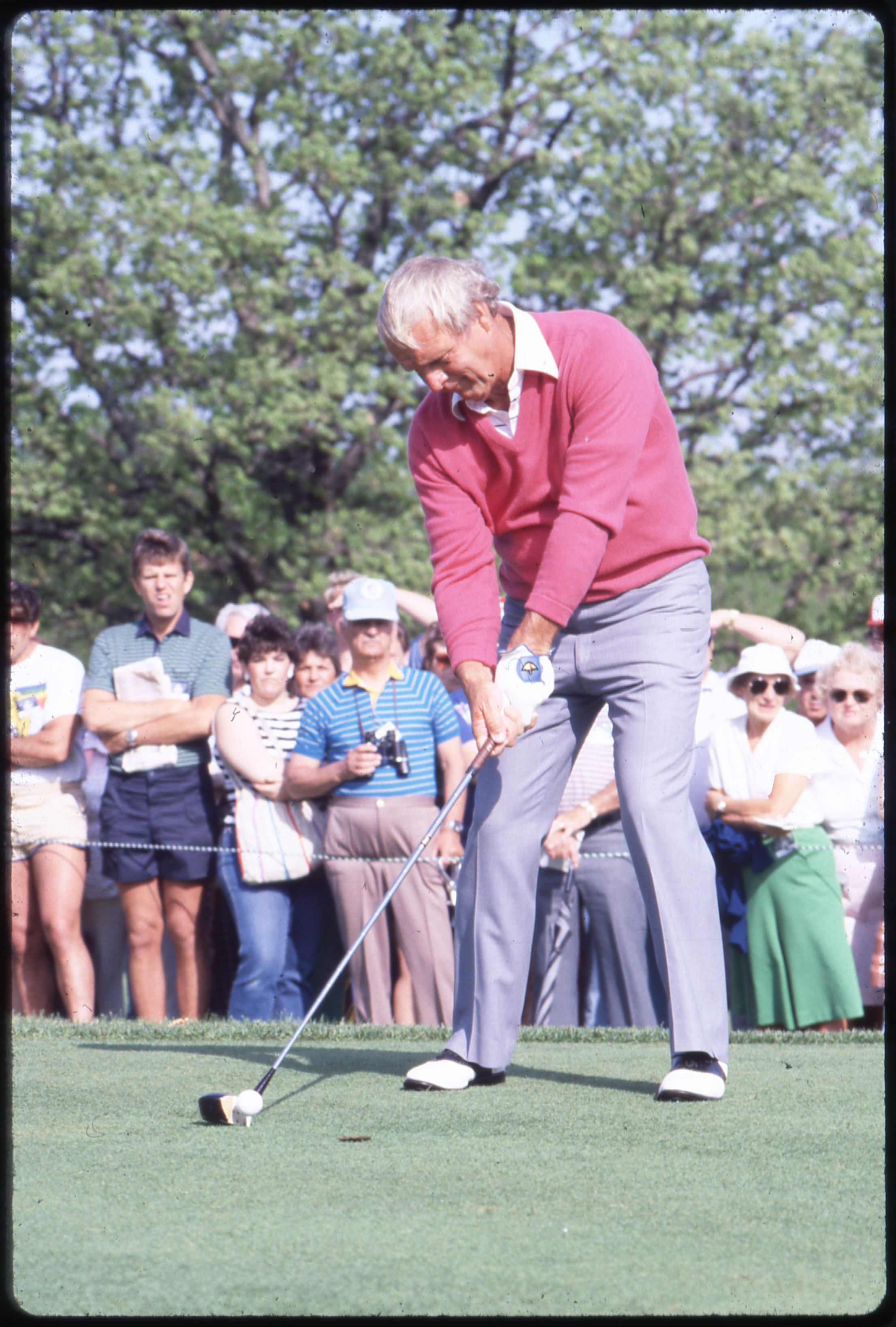
Una vista del golfista profesional Arnold Palmer preparándose para realizar un tiro de salida mientras los espectadores observan el día del pro-am del Memorial Tournament de 1984 en el Muirfield Village Golf Club.

El Memorial Tournament es un torneo de golf masculino que se disputa desde el año 1976 en el Muirfield Village Golf Club del poblado de Dublin, estado de Ohio, Estados Unidos, en el área metropolitana de Columbus. Es uno de los cinco torneos por invitación del PGA Tour y tiene una bolsa de premios de 8,5 millones de dólares.
El torneo y el club fueron fundados por el golfista Jack Nicklaus, oriundo de Dublín. El máximo ganador ha sido Tiger Woods con cinco victorias, seguido de Kenny Perry con tres y Patrick Cantlay, Tom Watson, Hale Irwin, Greg Norman y el propio Nicklaus con dos.

## Ganadores
| Año  | Golfista          | Golpes |
| ---- | ----------------- | ------ |
| 1976 | Roger Maltbie     | 288    |
| 1977 | Jack Nicklaus     | 281    |
| 1978 | Jim Simons        | 284    |
| 1979 | Tom Watson        | 285    |
| 1980 | David Graham      | 280    |
| 1981 | Keith Fergus      | 284    |
| 1982 | Raymond Floyd     | 281    |
| 1983 | Hale Irwin        | 281    |
| 1984 | Jack Nicklaus     | 280    |
| 1985 | Hale Irwin        | 281    |
| 1986 | Hal Sutton        | 271    |
| 1987 | Don Pooley        | 272    |
| 1988 | Curtis Strange    | 274    |
| 1989 | Bob Tway          | 277    |
| 1990 | Greg Norman       | 216    |
| 1991 | Kenny Perry       | 273    |
| 1992 | David Edwards     | 273    |
| 1993 | Paul Azinger      | 274    |
| 1994 | Tom Lehman        | 268    |
| 1995 | Greg Norman       | 269    |
| 1996 | Tom Watson        | 274    |
| 1997 | Vijay Singh       | 202    |
| 1998 | Fred Couples      | 271    |
| 1999 | Tiger Woods       | 273    |
| 2000 | Tiger Woods       | 269    |
| 2001 | Tiger Woods       | 271    |
| 2002 | Jim Furyk         | 274    |
| 2003 | Kenny Perry       | 275    |
| 2004 | Ernie Els         | 270    |
| 2005 | Bart Bryant       | 272    |
| 2006 | Carl Pettersson   | 276    |
| 2007 | Choi Kyung-Ju     | 271    |
| 2008 | Kenny Perry       | 280    |
| 2009 | Tiger Woods       | 276    |
| 2010 | Justin Rose       | 270    |
| 2011 | Steve Stricker    | 272    |
| 2012 | Tiger Woods       | 279    |
| 2013 | Matt Kuchar       | 276    |
| 2014 | Hideki Matsuyama  | 275    |
| 2015 | David Lingmerth   | 273    |
| 2016 | William McGirt    | 273    |
| 2017 | Jason Dufner      | 275    |
| 2018 | Bryson DeChambeau | 273    |
| 2019 | Patrick Cantlay   | 269    |
| 2020 | Jon Rahm          | 279    |
| 2021 | Patrick Cantlay   | 275    |
| 2022 | Billy Horschel    | 275    |
| 2023 | Viktor Hovland    | 281    |